# Martellago
Martellago är en stad och kommun i provinsen Venedig i regionen Veneto i norra Italien. Kommunen hade 21 559 invånare (2018) och gränsar till kommunerna Mirano, Salzano, Scorzè, Spinea och Venedig.

## Personer från Martellago
- Giovanni Bertati, librettist